# Сидоров, Даниил Дмитриевич
Даниил Дмитриевич Сидоров (7 февраля 1999, Кохма, Ивановская область, Россия) — российский паратхэквондист, призёр Паралимпийских игр среди тхэквондистов с поражением опорно-двигательного аппарата. Заслуженный мастер спорта России.

## Биография
Родился в городе Кохме. Представляет Ивановскую область и Дагестан. В Дагестане занимается под руководством Далгата Абдуллаева. В июне 2018 года во Вьетнаме стал серебряным призёром открытого чемпионата Азии по паратхэквондо. В начале февраля 2019 года в турецкой Анталье стал серебряным призёром чемпионата мира по паратхэквондо. В середине февраля 2019 года принимал участие на открытом чемпионате Африки в Египте. В июле того же года стал победителем на международном турнире в Южной Корее. В начале ноября 2019 года принимал участие на чемпионате Европы в Италии, где стал золотым призёром. В 2020 году получил олимпийскую лицензию на игры в Токио. В конце марта 2021 года стал чемпионом России по тхэквондо лиц с ПОДА. 15 июня 2021 года в Ливане завоевал бронзовую медаль открытого чемпионата Азии. 2 сентября 2021 года на Паралимпийских играх в Токио завоевал бронзовую медаль. 11 мая 2024 года в Белграде стал бронзовым призёром чемпионата Европы по паратхэквондо в категории K44.